# Рязанов, Александр Владимирович
Алекса́ндр Влади́мирович Ряза́нов (род. 1932) — конструктор систем ПВО С-25, С-75, С-200, С-300, лауреат Государственной премии СССР.

## Биография
Родился 06.09.1932 в деревне Александровщина Лодейнопольского района Ленинградской области.
Окончил Ленинградский авиационный приборостроительный техникум (1951) и Московский авиационный институт имени С. Орджоникидзе.
С 1951 года работал в КБ-1 (п/я 1323, НПО «Алмаз»): техник, инженер, старший инженер, ведущий инженер, зам. начальника лаборатории, начальник лаборатории, начальник отдела, заместитель главного конструктора, в 2000—2007 годах — главный конструктор, начальник системно-тематического СКБ.
Участник работ по созданию систем ПВО С-25, С-75, С-200, С-300, следящих систем для автоматического сопровождения целей.
В 1962−1963 годах его отделом была решена проблема виброустойчивости бортовой аппаратуры ракеты системы С-200, аппаратуры слежения за целью по скорости и электронной подстройки частоты СВЧ-гетеродина бортового приемника.
Участвовал в создании радиолокатора подсвета и наведения и зенитных ракетных комплексов системы ПВО С-300П, руководил разработкой пункта боевого управления ЗРК − аппаратного контейнера.
В 2002—2007 годах участвовал в создании модернизированных систем С-ЗООПМУ1, С-ЗООПМУ2. Руководил разработкой и испытаниями ЗРК С-ЗООПМУ1.
С 2007 года на пенсии.
Кандидат технических наук (1985). Старший научный сотрудник (2001).
Лауреат Государственной премии СССР (1981), Государственной премии РФ (1997), Премии Правительства Российской Федерации в области науки и техники (2012 — за комплекс работ по созданию зенитных ракетных систем), почётный радист РФ (1994). Награждён орденами Трудового Красного Знамени (1968) и «Знак Почёта» (1958).